# Верхнє Тализіно
Верхнє Тализіно (рос. Верхнее Талызино) — село в Сеченовському районі Нижньогородської області Російської Федерації.
Населення становить 1224 особи. Входить до складу муніципального утворення Верхнєтализинська сільрада.

## Історія
Від 2009 року входить до складу муніципального утворення Верхнєтализинська сільрада.

## Населення
| 2002 | 2010  |
| ---- | ----- |
| 1361 | ↘1224 |